# واباسو بیچ (فلوریدا)
واباسو بیچ (به انگلیسی: Wabasso Beach) یک منطقهٔ مسکونی در ایالات متحده آمریکا است که در شهرستان ایندیان ریور، فلوریدا واقع شده‌است. واباسو بیچ ۳٫۱ کیلومتر مربع مساحت و ۱٬۸۵۳ نفر جمعیت دارد و ۳ متر بالاتر از سطح دریا واقع شده‌است.